# PKCS 7
Título a ser usado para criar uma ligação interna é PKCS 7.
Em criptografia, "PKCS # 7: sintaxe de mensagem criptográfica" (também conhecida como CMS) é uma sintaxe padrão para armazenar dados assinados e/ou criptografados. PKCS #7 é um dos padrões da família de padrões chamados PKCS (public-key cryptography standards - padrões de criptografia de chave pública) criado pelos laboratórios RSA. A versão mais recente, 1.5, está disponível como RFC 2315.
Uma atualização para PKCS #7 é descrita na RFC 2630,

que se tornou obsoleta pela RFC 3369,

que se tornou obsoleta pela RFC 3852,

que se tornou obsoleta pela RFC 5652.

Os arquivos PKCS #7 podem ser armazenados tanto no formato DER bruto quanto no formato PEM. O formato PEM é igual ao formato DER, mas contido na codificação Base64 e colocado entre -----BEGIN PKCS7----- e -----END PKCS7-----. O Windows usa a extensão de nome de arquivo ".p7b" para ambas as codificações.
Um uso típico de um arquivo PKCS #7 seria para armazenar certificados e/ou CRLs (listas de revogação de certificados).
Aqui está um exemplo de como primeiro fazer o download de um certificado, em seguida, envolvê-lo em um arquivo PKCS #7 e, em seguida, ler esse arquivo:
```
$ 
echo
 
''
 
|
 
openssl
 
s_client
 
-connect
 
example.org:443
 
-host
 
example.org
 
2
>/dev/null
 
|
 
openssl
 
x509
 
>
 
example.org.cer
 
2
>/dev/null

$ 
openssl
 
crl2pkcs7
 
-nocrl
 
-certfile
 
example.org.cer
 
-out
 
example.org.cer.pem.p7b

$ 
openssl
 
pkcs7
 
-in
 
example.org.cer.pem.p7b
 
-noout
 
-print_certs

subject=C = US, ST = California, L = Los Angeles, O = Internet Corporation for Assigned Names and Numbers, OU = Technology, CN = www.example.org issuer=C = US, O = DigiCert Inc, CN = DigiCert SHA2 Secure Server CA

```